# Lúcio Andrice Muandula
Lúcio Andrice Muandula (Maputo, 9 d'octubre de 1959) és un religiós moçambiquès, bisbe de Xai-Xai i president de la Conferència Episcopal de Moçambic.
Fou ordenat sacerdot el 14 de maig de 1989. De 1989 a 1991 fou vicari parroquial i secretari i canceller de l'arquebisbat de Maputo, de 1991 a 1992 fou professor de Teologia Moral al Seminari Major "Sant Agustí (1991-1992). Després marxà a Roma, va estudiar al Pontifici Institut Bíblic i es va doctorar en teologia bíblica a la Pontifícia Universitat Gregoriana en 2003. El juliol de 2003 fou nomenat rector de la catedral de Maputo i professor del Teologat Interdiocesà "Pius X." El 24 de juny de 2004 fou nomenat Bisbe de Xai-Xai i de 2009 a 2015 fou president de la Conferència Episcopal de Moçambic.